# Eutanyacra oppilata
Eutanyacra oppilata är en stekelart som först beskrevs av Cameron 1884.  Eutanyacra oppilata ingår i släktet Eutanyacra och familjen brokparasitsteklar. Inga underarter finns listade i Catalogue of Life.